# Thelebolus
Thelebolus Tode – rodzaj grzybów z typu workowców (Ascomycota).

## Charakterystyka
Nie tworzą podkładek. Askokarpy na powierzchni lub zanurzone w podłożu, bardzo małe, o średnicy 25–400 μm, początkowo kuliste, następnie często otwierające się poprzez nieregularne pękanie ściany w górnej części i przybierające kształt soczewkowaty do półkulistego, w stanie dojrzałym wyglądające na apotecjum. Powierzchnia gładka, szklista, żółtawa lub brązowa, brzeg nie lub mało zróżnicowany. Hymenium złożone z palisadowo ułożonych worków i parafiz (w zależności od oświetlenia). Brak hypotecjum, w ekscypulum warstwy rdzeniowej (medullary excipulum) brak, lub słabo zróżnicowana, warstwa zewnętrzna (ectal excipulum) o różnej grubości, składająca się z jednej lub kilku warstw prawie kulistych lub spłaszczonych komórek. Worki, w zależności od liczby askospor o kształcie od maczugowato-cylindrycznego, maczugowatego, elipsoidalnego do półkulistego, górą zaokrąglone, raczej trwałe, w każdym od 8 do ponad 2000 askospor, o ścianie składającej się z grubej warstwy zewnętrznej i cienkiej, elastycznej warstwy wewnętrznej, które można łatwo oddzielić w okresie dojrzałości, z podwierzchołkową ścianą w kształcie pierścienia, zgrubiałą, otwierającą się dość nieregularnym rozcięciem w górnej części pierścienia, nie barwiącą się na niebiesko jodem. Askospory są elipsoidalne z zaokrąglonymi końcami, rzadko wrzecionowate, szkliste, raczej małe (do 9 × 5 µm), bez kropli oleju i granulek, niełatwo wytwarzające powietrzne inkluzje (pęcherzyki De Bary’ego), raczej grubościenne, gładkie. Parafizy często raczej skąpe, smukłe, nitkowate, słabo rozgałęzione, często z pogrubionymi wierzchołkami (do 3,5–7 μm) i pokryte grubą warstwą brązowawego lub żółtawego, amorficznego pigmentu. Askospory są wyrzucane na siłę i synchronicznie w postaci lepkiej masy. Anamorf zwykle brak, jeśli występują, przypominają rodzaj Hyphozyma.
Grzyby saprotroficzne, większość gatunków to grzyby koprofilne, występujące w glebie (grzyby glebowe) i na odchodach zwierząt. Większość gatunków to kriofile, których optymalny wzrost następuje w temperaturze 10–15 °C i występują głównie w ekosystemach subarktycznych i arktycznych. Mogły wyewoluować w odpowiedzi na podwójne wyzwanie, jakim jest niska temperatura podczas rozwoju na łajnie, i potrzeba przetrwania przejścia przez jelita zwierząt stałocieplnych.

## Systematyka i nazewnictwo
Pozycja w klasyfikacji według Index Fungorum: Thelebolaceae, Thelebolales, Leotiomycetidae, Leotiomycetes, Pezizomycotina, Ascomycota, Fungi.
Takson utworzył Heinrich Julius Tode w 1790 r. Synonimy:
- Lasiothelebolus Kimbr. & Luck-Allen 1974
- Pezizella P. Karst. 1873
- Pezizula P. Karst. 1871
- Ryparobius Boud. 1869
- Telebolus Lindau 1905[3]

Gatunki występujące w Polsce:
- Thelebolus caninus (Sacc.) Jeng & J.C. Krug 1978
- Thelebolus crustaceus (Fuckel) Kimbr. 1967
- Thelebolus microsporus (Berk. & Broome) Kimbr. 1967
- Thelebolus nanus Heimerl 1889
- Thelebolus polysporus (P. Karst.) Otani & Kanzawa 1970
- Thelebolus stercoreus Tode 1790

Nazwy naukowe na podstawie Index Fungorum. Wykaz gatunków według M.A. Chmiel.